# Rizofag
Rizofag je rastlinojeda žival.Glavna hrana rizofaga je podzemni organ rastlin.Rastlinojeda žival uniči ali pa poškoduje korenino,podzemen poganjek kulturne rastline,mladega drevesa in grma.Rizofag je ogerc rjavega hrošča,gosenica sovka ali bramor.